# Ayşe Sultan (dcera Murada III.)
Ayşe Sultan (1570, Manisa – 15. května 1605) byla osmanská princezna. Byla dcerou sultána Murada III. a jeho oblíbené konkubíny Safiye Sultan. Byla sestrou sultána Mehmeda III.

## Biografie
Dne 20. května 1586 byla provdána za Damata Ibrahima Paşu, který byl díky tomuto manželství získal post velkovezíra. Po smrti Ibrahima byla zasnoubena s Damatem Yemişçi Hasanem Paşou, který byl ale 5. května 1602 popraven a svatba se nekonala. Dne 29. června 1604 byla nakonec podruhé provdána za Güzelce Mahmuda Paşu a o rok později zemřela.
Ayşe Sultan byla známá hlavně pro svou dobročinnost. Ve své poslední vůli uvedla, že svůj veškerý majetek věnuje potřebným; 10 000 akçe rozdala svým otrokyním a sloužícím, 500 akçe na vykoupení nevinných lidí z vězení a 2 000 akçe na chudé lidi, sirotky a zadlužené. Zbytek byl na dobročinné účely ve svatých městech Mekce, Medíně a Jeruzalémě.
Zemřela 15. května 1605 v Konstantinopoli.